# Giuseppe Troni
Giuseppe Troni (em Português: José Troni); (Turim, 1739 – Lisboa, 1810) foi um pintor italiano da família real portuguesa. Foi aprendiz do seu pai, Alessandro Trono, mas completou os seus estudos em Roma. Foi pintor de retratos a óleo e em miniatura da família real de Nápoles e, mais tarde, da família real de Turim.
Em 1785, mudou-se para Lisboa, onde ficaria famoso ao se tornar pintor da Casa de Bragança. Pintaria vários retratos dos reis e príncipes de Portugal, assim como dos restantes membros da nobreza. Da sua obra destaca-se o painel da «Conceição», realizado em 1793 para a capela-mor da igreja do Palácio da Bemposta, e o «Retrato de D. Maria I».

## Obras atribuídas

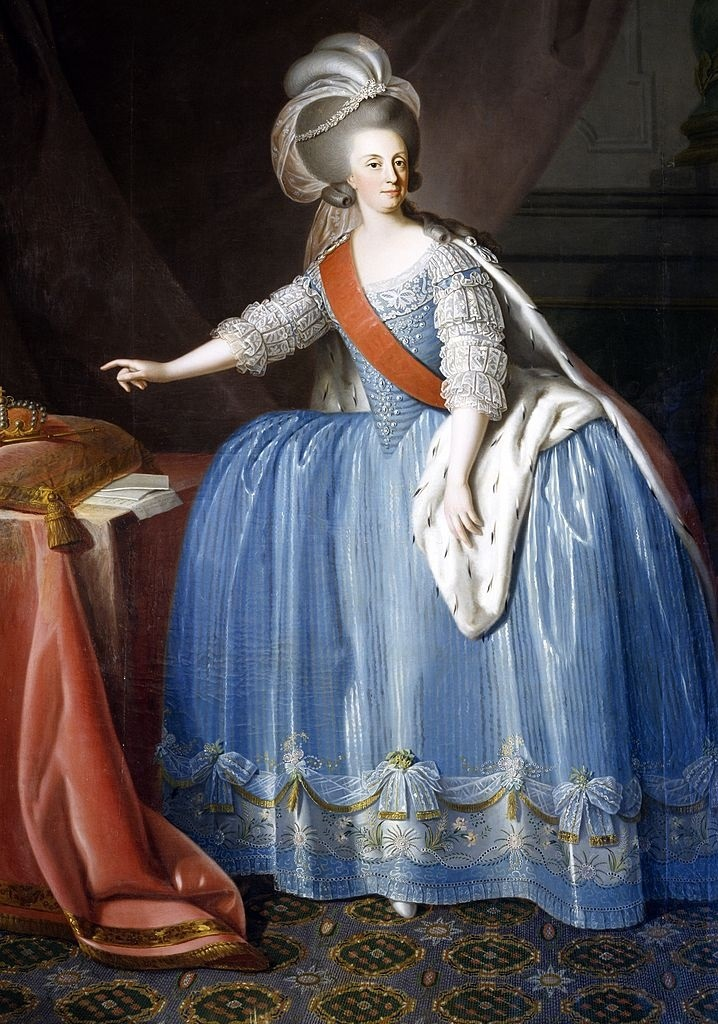
D. Maria I
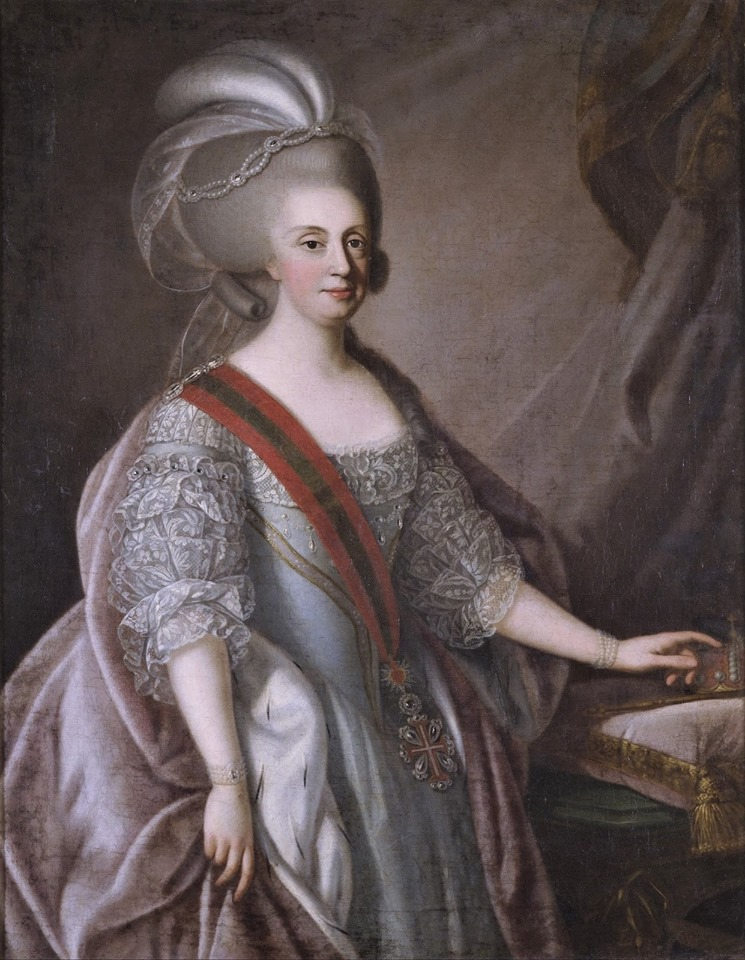
D. Maria I, existente no Palácio Nacional de Queluz
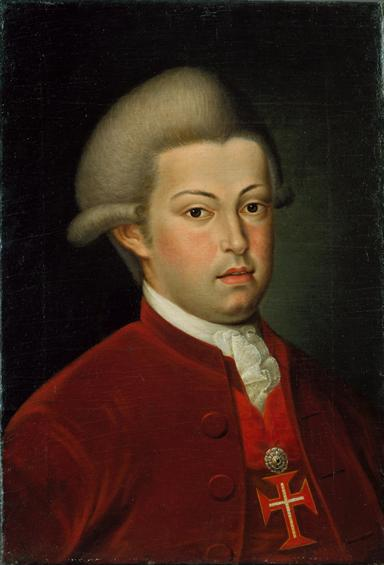
D. João VI
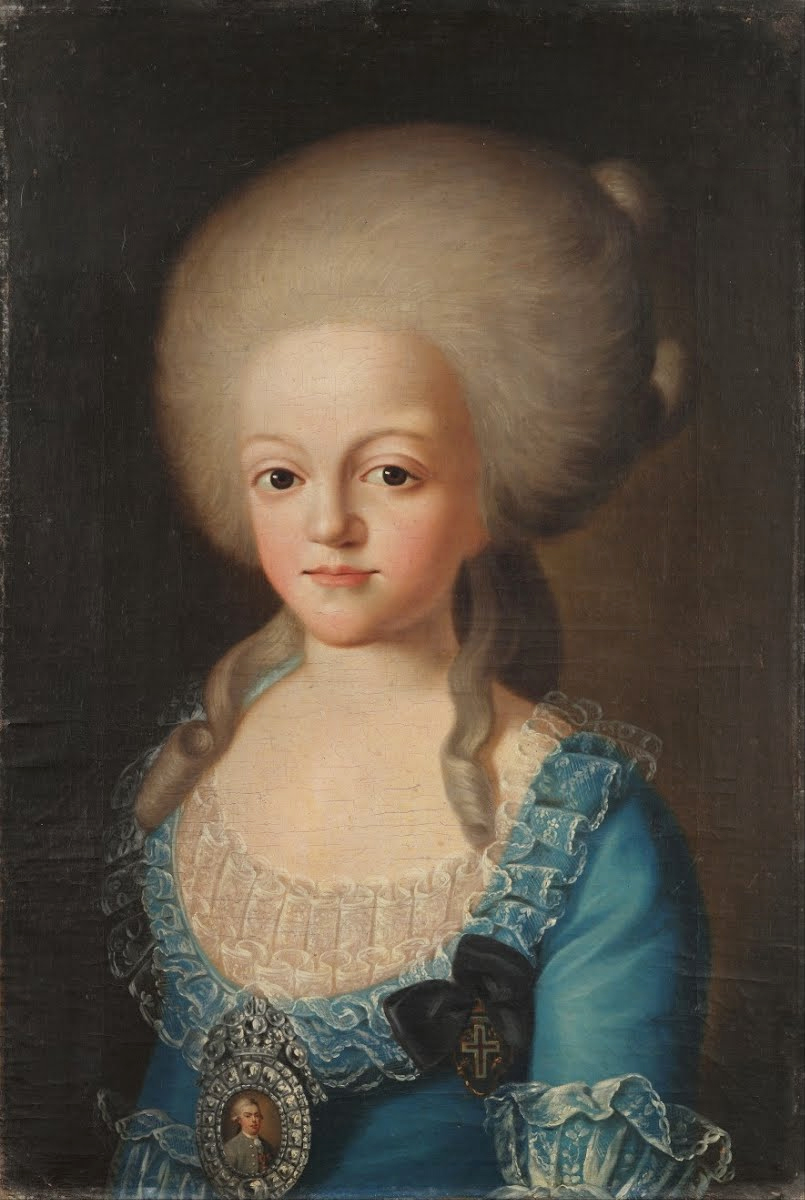
Carlota Joaquina de Espanha
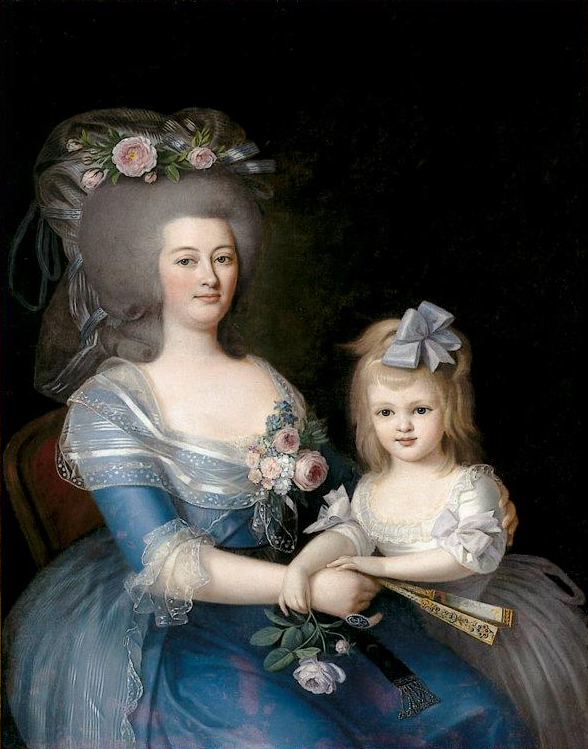
Catarina Naudin Arriaga, existente na Fundação Ricardo do Espírito Santo Silva